# Emrah Karaduman
Emrah Karaduman (* 4. November 1987 in Samsun) ist ein türkischer Musikproduzent.

## Karriere
Im Jahr 2015 erschien das erste eigenständige Album von Emrah Karaduman, auf dem Sänger wie Demet Akalın, İrem Derici, Murat Dalkılıç, Emir, Özgün oder Zeynep Bastık. Zuvor hat er als Produzent zunächst für Hande Yener, anschließend auch für weitere bekannte türkische Künstler gearbeitet. 2018 folgte das zweite Album mit Gastbeiträgen unter anderem von Derya Uluğ oder Ebru Yaşar.
2016 hat er durch die Veröffentlichung der sehr erfolgreichen Single Cevapsız Çınlama die bis dahin unbekannte Sängerin Aleyna Tilki der breiten Öffentlichkeit bekannt gemacht und ihr damit den erfolgreichen Einstieg in die türkische Popmusik-Szene ermöglicht. Der Song zählt zu den erfolgreichsten türkischen Songs der 2010er Jahre mit über 500 Millionen Video-Aufrufen.
Im Jahr 2018 folgten gleich drei weitere Kollaborationen zwischen Emrah Karaduman und Aleyna Tilki. Vor allem die Singles Yalnız Çiçek sowie Dipsiz Kuyum wurden ebenso sehr erfolgreich. Die Videos der beiden Songs wurden jeweils über 200 Millionen Mal aufgerufen.
2019 entstand in Zusammenarbeit mit Buray der Track Ben Ölmeden Önce. Drei Jahre später folgte mit Kara Gözlüm die zweite Kollaboration.
Im Jahr 2020 hat er gemeinsam mit dem Sänger Muhabbet den deutschsprachigen Song Geheim aufgenommen.
Zwei Jahre später veröffentlichte Karaduman seine erste EP Wave.

## Diskografie

### Alben
- 2015: Toz Duman
- 2018: BombarDuman

### EPs
- 2022: Wave

### Singles
| - 2015: İntikam (mit Demet Akalın) - 2015: Nerden Bilecekmiş (mit İrem Derici) - 2015: Kırk Yılda Bir Gibisin (mit Murat Dalkılıç) - 2016: Cevapsız Çınlama (mit Aleyna Tilki) - 2018: Yalnız Çiçek (mit Aleyna Tilki) - 2018: Dipsiz Kuyum (mit Aleyna Tilki) - 2018: Sürgün Aşkımız (mit Derya Uluğ) - 2018: En Güzel Yenilgim (mit Ebru Yaşar) - 2018: Ses Kes (mit Demet Akalın) - 2018: Sevmek Yok (mit Aleyna Tilki) - 2018: Ona Göre (mit Nigar Muharrem) - 2018: Believe in Me - 2018: Destinesia - 2019: Ara Beni (mit Çağla) - 2019: Ben Ölmeden Önce (mit Buray) - 2019: Never Letting Go - 2019: East Village - 2020: Güllerim Soldu (mit Dila Uzun) - 2020: All Night (mit No Method) - 2020: Geheim (mit Muhabbet) - 2021: Love Got You | - 2021: Back To You - 2021: Dom Dom Kurşunu & Blow Your Mind Mashup (mit Dua Lipa & İbrahim Tatlıses) - 2021: Policestanbul - 2021: Bu Da Kacer (mit Vüqar Sübhan) - 2021: İllallah (mit Emirhan Çakmak) - 2022: Yuh Yuhh (mit Yasin Keleş & Selda Bağcan) - 2022: Kara Gözlüm (mit Buray) - 2022: Kaptan (mit Merve Özbey) - 2022: Veda (mit Eylül Ayan & Aksel) - 2022: Tiempo - 2023: On My Mind - 2023: Green Pine - 2023: Love Drunk - 2023: Good Time - 2023: Watch - 2023: Bir İmkansız Var (mit Merve Özbey) - 2024: Müthişsin (mit KÖK$VL) - 2024: Deli Yangınım (mit İrem Derici) - 2025: Şeker Oğlan (mit Yasin Keleş & Elif Buse Doğan) - 2025: Kayıp Parça (mit Hande Ünsal) |

Quelle:

### Produktionen (Auswahl)
- 2012: Bir Yanlış Kaç Doğru? (von Mustafa Ceceli)
- 2012: Giderli Şarkılar (von Demet Akalın)
- 2012: Hasta (von Hande Yener)
- 2013: Tutuşmayan Kalmasın (von Emir)
- 2013: Zorun Ne Sevgilim (von İrem Derici)
- 2014: Nabza Göre Şerbet (von İrem Derici)
- 2014: Ya Rab (von Emir)
- 2014: Rekor (von Demet Akalın)
- 2014: Prenses (von Hadise)
- 2016: Yana Döne (von Murat Boz)
- 2016: Evet Evet (von Gülsen)
- 2017: Farkımız Var (von Hadise)
- 2021: Kal (von Ebru Yaşar)
- 2024: Külkedisi (von Bengü)